# Pontailler-sur-Saône
Pontailler-sur-Saône est une commune française située dans le département de la Côte-d'Or, la région historique et culturelle de Bourgogne et la région administrative Bourgogne-Franche-Comté.

## Géographie
Situé sur la Saône (dont le cours a changé au début du siècle), Pontailler possède un port ancien où s'arrêtaient les péniches, et aujourd'hui un port de plaisance pour le tourisme fluvial qui reste une ressource économique pour les villages (Maxilly-sur-Saône, Heuilley-sur-Saône etc.) du bord de Saône. Pontailler se situe à 32 km de Dijon.
Le village est partagé en deux avec, d’une part, le vieux bourg situé dans la plaine de Saône et, d’autre part, la colline du Mont Ardoux qui accueille deux zones pavillonnaires. Le bourg historique est construit sur une île formée par la Saône et la Vieille Saône se rejoignant au Sud et reliées au Nord par le Canal Saint Eloi au sein duquel a été installé en 1994 un port de plaisance

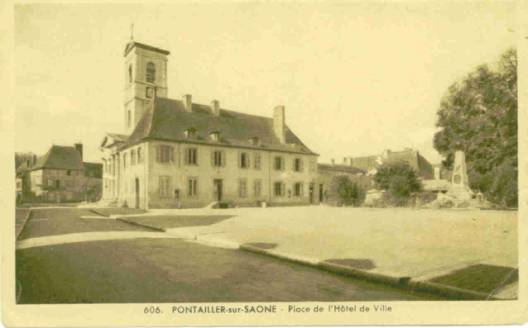
La place principale de Pontailler-sur-Saône en 1923.
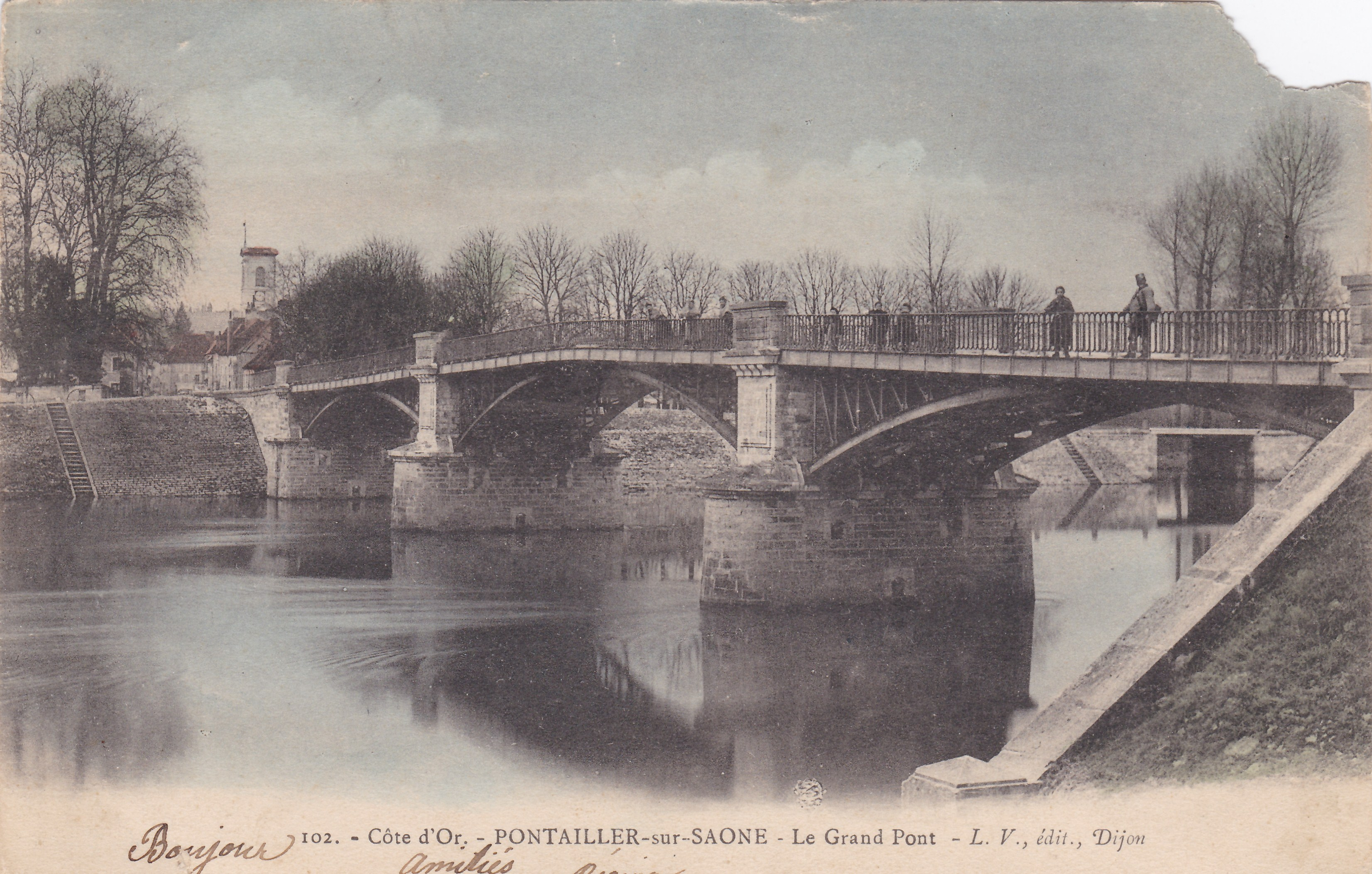
Le grand pont de Pontailler-sur-Saône en 1903.
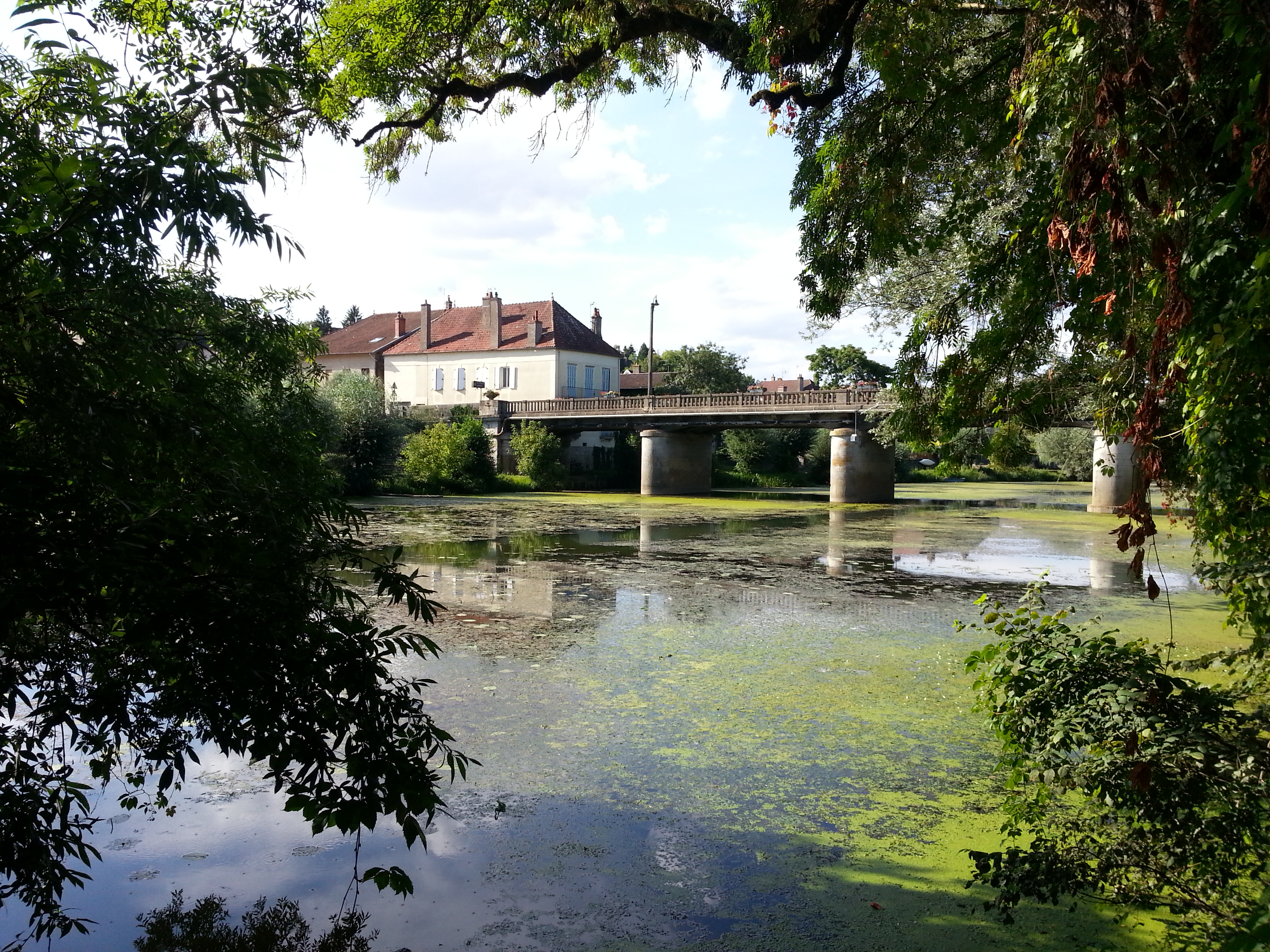
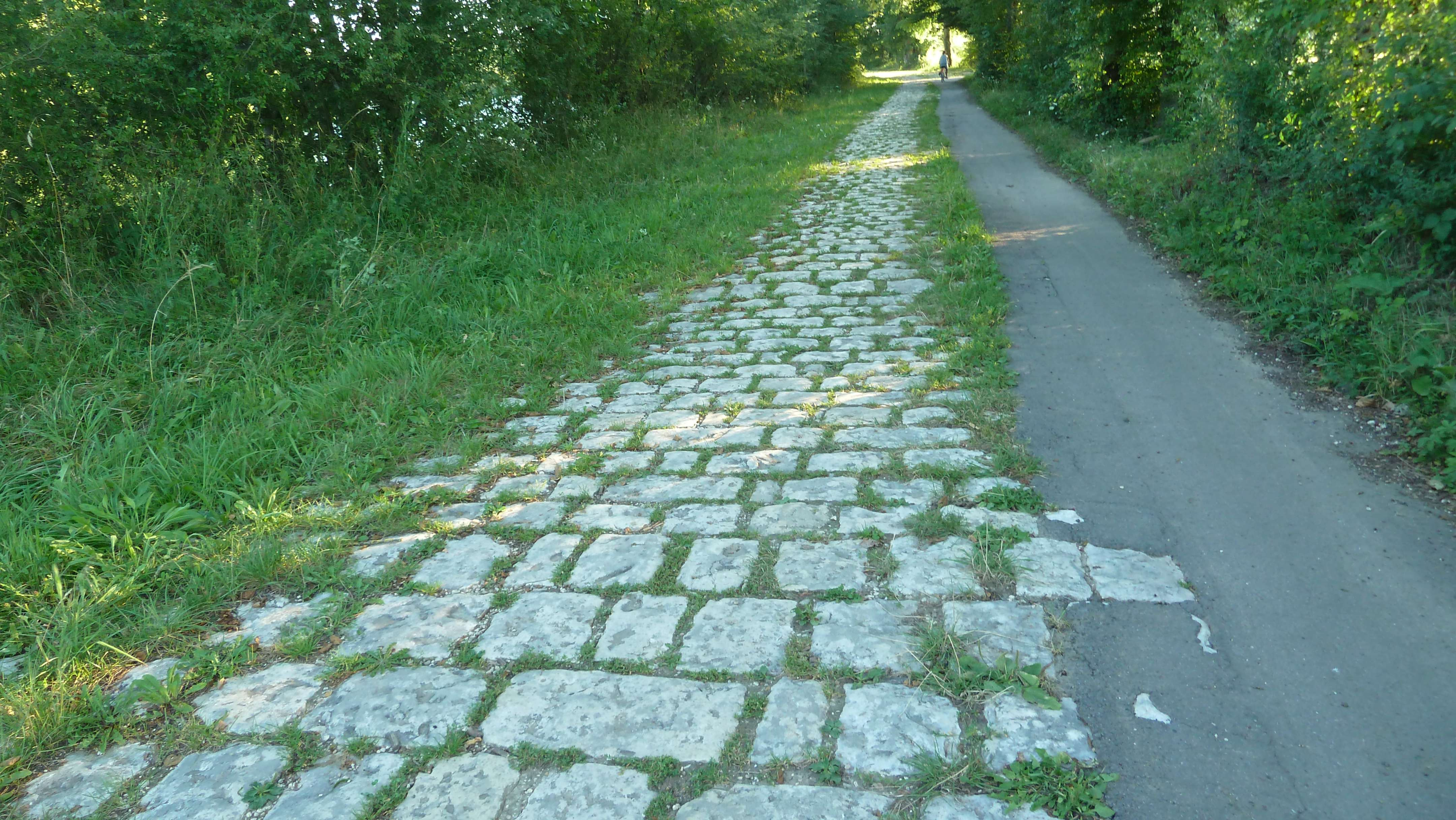
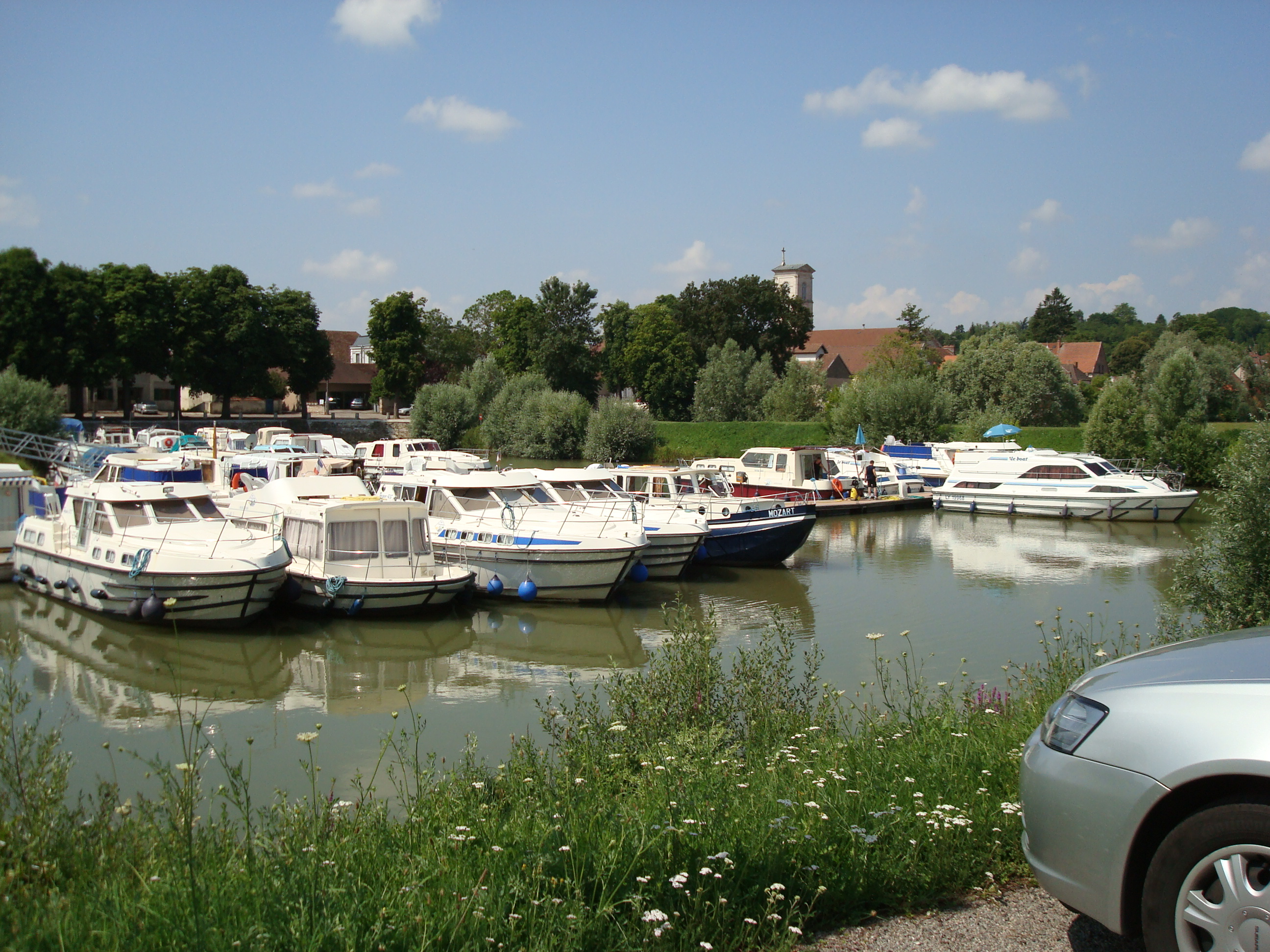
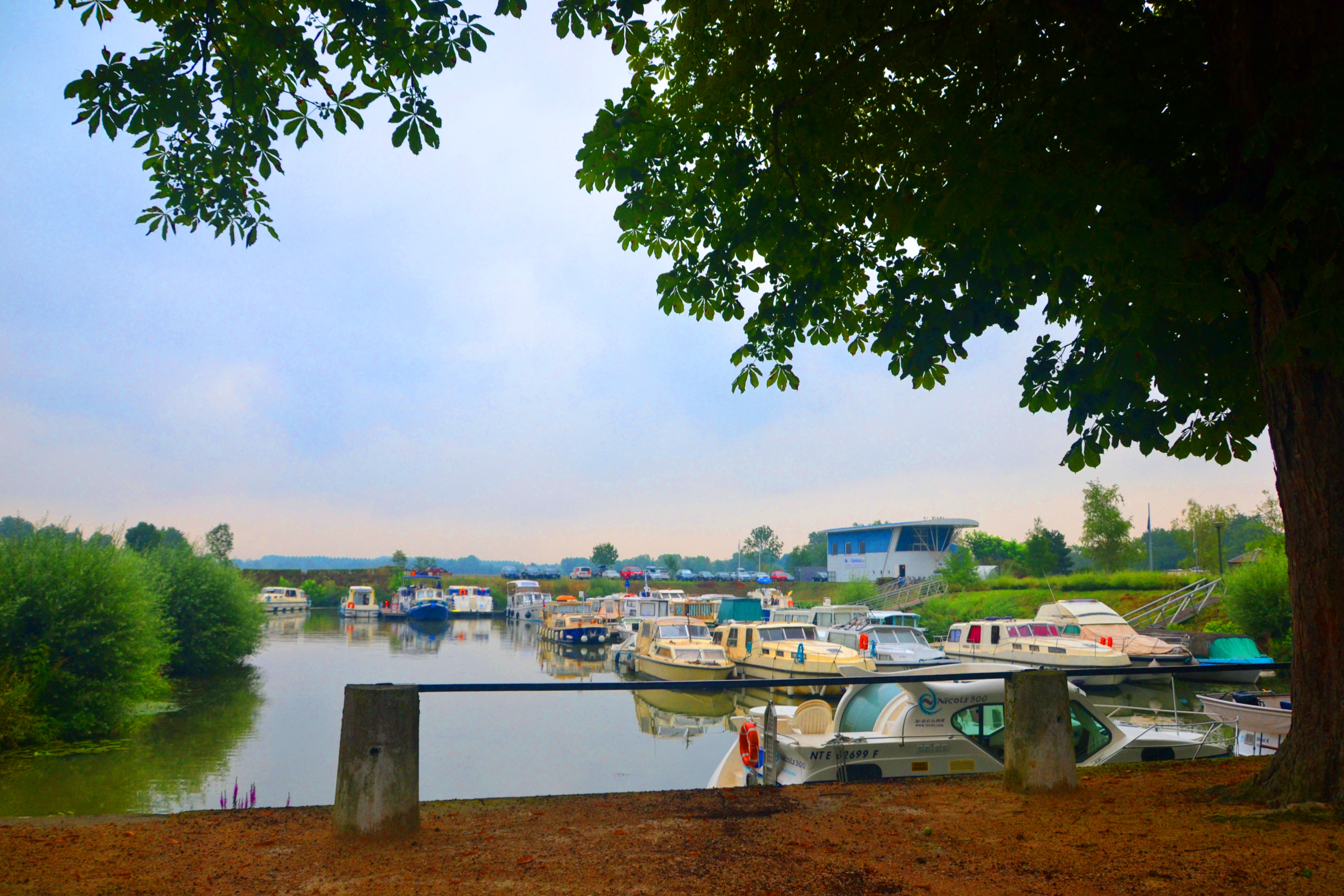
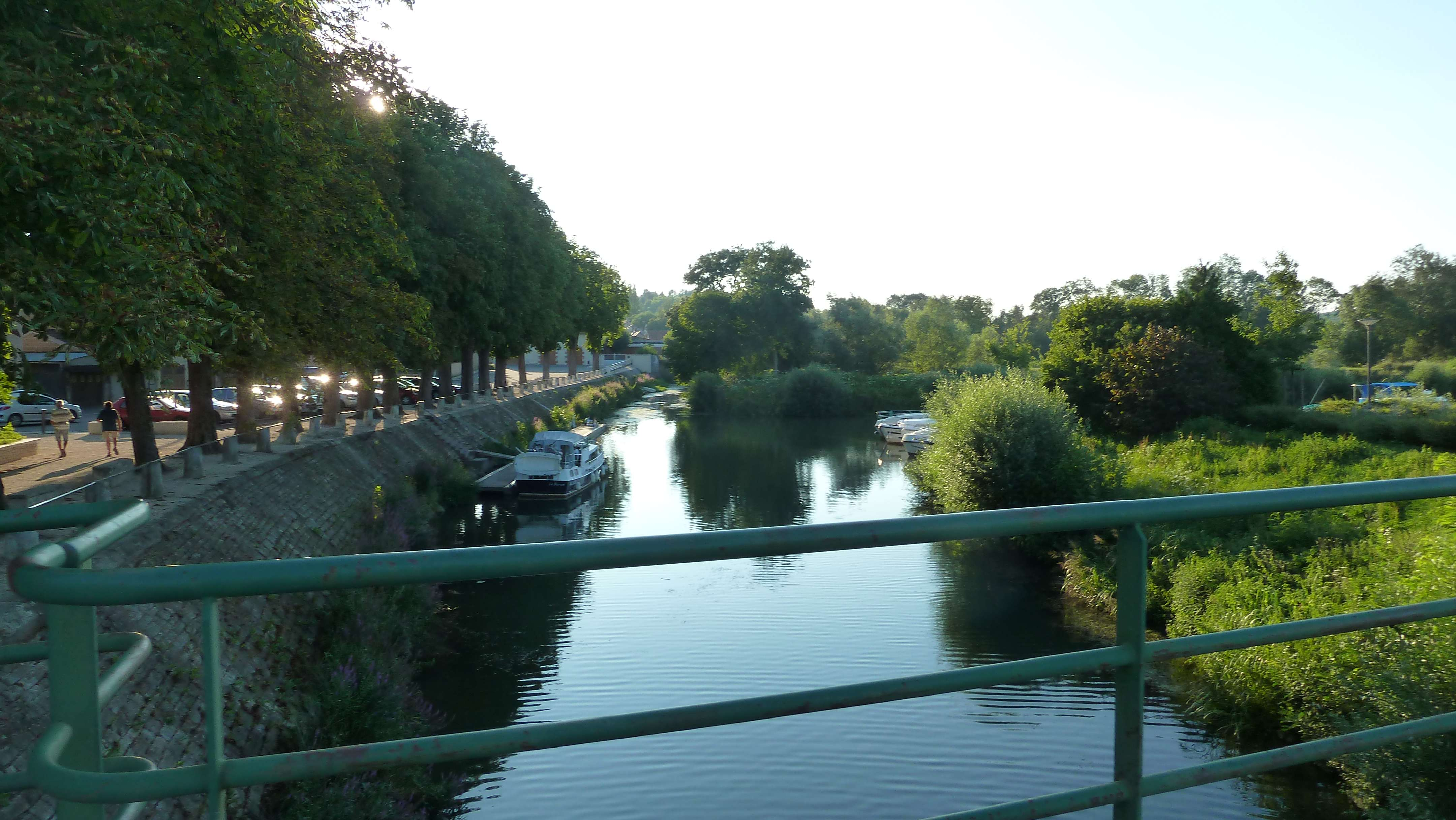

### Climat
Pour des articles plus généraux, voir Climat de la Bourgogne-Franche-Comté et Climat de la Côte-d'Or.
En 2010, le climat de la commune est de type climat des marges montargnardes, selon une étude du Centre national de la recherche scientifique s'appuyant sur une série de données couvrant la période 1971-2000. En 2020, Météo-France publie une typologie des climats de la France métropolitaine dans laquelle la commune est exposée à un climat semi-continental et est dans la région climatique  Bourgogne, vallée de la Saône, caractérisée par un bon ensoleillement (1 900 h/an), un été chaud (18,5 °C), un air sec au printemps et en été et des vents faibles. 
Pour la période 1971-2000, la température annuelle moyenne est de 10,6 °C, avec une amplitude thermique annuelle de 17,6 °C. Le cumul annuel moyen de précipitations est de 875 mm, avec 11,5 jours de précipitations en janvier et 8,2 jours en juillet. Pour la période 1991-2020, la température moyenne annuelle observée sur la station météorologique de Météo-France la plus proche, « Poyans », sur la commune de Poyans à 16 km à vol d'oiseau, est de 11,1 °C et le cumul annuel moyen de précipitations est de 911,8 mm,. Pour l'avenir, les paramètres climatiques de la commune estimés pour 2050 selon différents scénarios d'émission de gaz à effet de serre sont consultables sur un site dédié publié par Météo-France en novembre 2022.

## Urbanisme

### Typologie
Au 1er janvier 2024, Pontailler-sur-Saône est catégorisée bourg rural, selon la nouvelle grille communale de densité à 7 niveaux définie par l'Insee en 2022.
Elle est située hors unité urbaine. Par ailleurs la commune fait partie de l'aire d'attraction de Dijon, dont elle est une commune de la couronne,. Cette aire, qui regroupe 333 communes, est catégorisée dans les aires de 200 000 à moins de 700 000 habitants,.

### Occupation des sols
L'occupation des sols de la commune, telle qu'elle ressort de la base de données européenne d’occupation biophysique des sols Corine Land Cover (CLC), est marquée par l'importance des territoires agricoles (47,4 % en 2018), une proportion sensiblement équivalente à celle de 1990 (46,7 %). La répartition détaillée en 2018 est la suivante : forêts (36 %), prairies (25,5 %), terres arables (20,1 %), zones urbanisées (4,8 %), milieux à végétation arbustive et/ou herbacée (4,2 %), zones industrielles ou commerciales et réseaux de communication (3,8 %), eaux continentales (3,7 %), zones agricoles hétérogènes (1,8 %). L'évolution de l'occupation des sols de la commune et de ses infrastructures peut être observée sur les différentes représentations cartographiques du territoire : la carte de Cassini (XVIIIe siècle), la carte d'état-major (1820-1866) et les cartes ou photos aériennes de l'IGN pour la période actuelle (1950 à aujourd'hui).

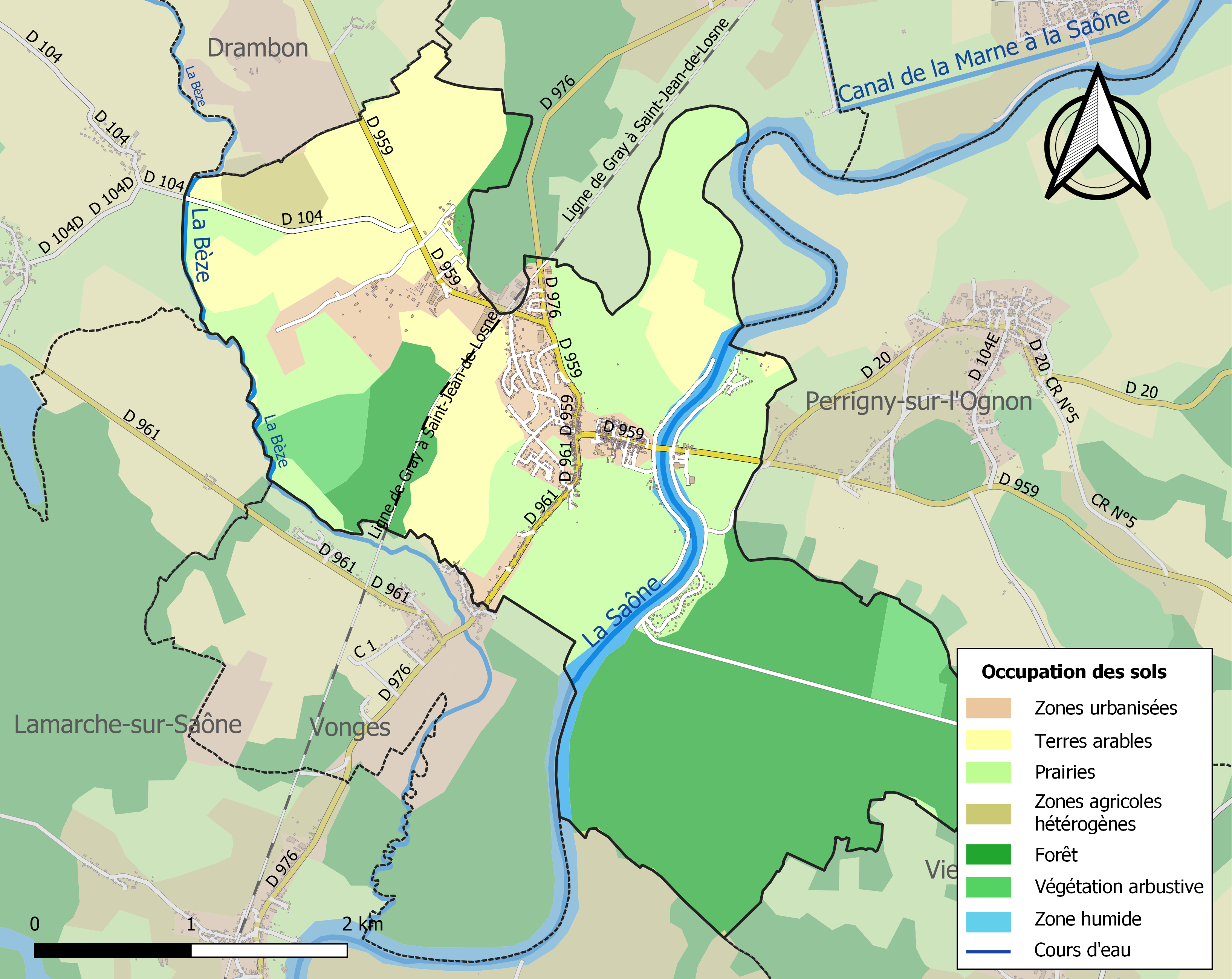
Carte des infrastructures et de l'occupation des sols de la commune en 2018 (CLC).

## Histoire
Sur le quartier actuel du Mont Ardoux à Pontailler, dominant légèrement la plaine de la Saône, existait un important village gaulois (probablement séquane avec présence lingonne), plusieurs siècles av. J.-C., comme en témoignent les très nombreux objets archéologiques qu'on y a découverts.
Après la conquête romaine, pendant la longue période de paix des Ier et IIe siècle apr. J.-C., ce village « migra » vers le bord de la Saône et prit le nom de Pontiliacus. Il se situait à l'emplacement d'un gué (dû à l'existence d'îles et de plusieurs bras de la rivière), puis d'un pont sur l'importante route Langres (Andemadunum) - Mirebeau (Mirebellum) - Pontailler (Pontiliacus) - Besançon (Vesontio).
Il y eut ensuite au Moyen Âge un château fort important. La famille de Champlitte-Pontailler, initiée par Eudes le Champenois (né vers 1123-† vers 1187 ; fils du comte Hugues de Champagne, qui renia sa paternité et le considéra comme un bâtard ; respectivement petit-fils maternel et neveu maternel des comtes de Bourgogne et de Mâcon Etienne et Renaud III ; seigneur de Champlitte et vicomte de Dijon), et poursuivie par son fils Guillaume d'Achaïe (vers 1160-vers 1208/1209), lui-même suivi de son fils puîné Guillaume II et de son petit-fils Guillaume III (1225-1284). Mais dès la fin du XIIIe siècle, cette maison féodale renonça à Pontailler (et à la vicomté de Dijon en 1276) en faveur des ducs de Bourgogne, après avoir cédé ses droits sur Champlitte aux Vergy qui en avaient déjà une partie par leurs ancêtres Fouvent.
Pontailler est alors le siège d'une châtellenie ducale puis royale, l'ancienne famille féodale conservant cependant le nom de Pontailler.
En 1918, Pontailler et la commune limitrophe de Vonges ont été touchés par la catastrophe de l'explosion accidentelle survenue à la poudrerie nationale de Vonges, une fabrique célèbre d'explosifs (poudre noire).
La période de la Seconde Guerre mondiale a été étudiée, en ce qui concerne Pontailler et son canton par l'instituteur Gilles Hennequin dans ses divers livres qui recueillent les témoignages des personnes concernées.

## Politique et administration

### Liste des maires
| Période                                  | Période           | Identité                   | Étiquette           | Qualité |
| ---------------------------------------- | ----------------- | -------------------------- | ------------------- | --- |
| mars 2009                                | mai 2020 en-cours | Joël Abbey                 | LR                  | Conseiller général |
| 2020                                     | En cours          | Marie-Claire Bonnet-Vallet | UMP- SE depuis 2017 | Médecin retraité-Ancien Conseiller général, Vice-Présidente du Conseil départemental de la Côte-d'Or, Présidente de la Communauté de communes |
| Les données manquantes sont à compléter. |                   |                            |                     | |

## Démographie
L'évolution du nombre d'habitants est connue à travers les recensements de la population effectués dans la commune depuis 1793. Pour les communes de moins de 10 000 habitants, une enquête de recensement portant sur toute la population est réalisée tous les cinq ans, les populations de référence des années intermédiaires étant quant à elles estimées par interpolation ou extrapolation. Pour la commune, le premier recensement exhaustif entrant dans le cadre du nouveau dispositif a été réalisé en 2006.

En 2022, la commune comptait 1 285 habitants, en évolution de −2,28 % par rapport à 2016 (Côte-d'Or : +0,82 %, France hors Mayotte : +2,11 %).
| 1793  | 1800  | 1806  | 1821  | 1831  | 1836  | 1841  | 1846  | 1851  |
| ----- | ----- | ----- | ----- | ----- | ----- | ----- | ----- | ----- |
| 1 169 | 1 137 | 1 155 | 1 156 | 1 238 | 1 219 | 1 202 | 1 165 | 1 222 |

| 1856  | 1861  | 1866  | 1872  | 1876  | 1881  | 1886  | 1891  | 1896  |
| ----- | ----- | ----- | ----- | ----- | ----- | ----- | ----- | ----- |
| 1 340 | 1 243 | 1 215 | 1 189 | 1 224 | 1 289 | 1 293 | 1 282 | 1 175 |

| 1901  | 1906  | 1911  | 1921  | 1926  | 1931  | 1936  | 1946  | 1954  |
| ----- | ----- | ----- | ----- | ----- | ----- | ----- | ----- | ----- |
| 1 073 | 1 031 | 1 030 | 1 121 | 1 182 | 1 168 | 1 135 | 1 086 | 1 092 |

| 1962  | 1968  | 1975  | 1982  | 1990  | 1999  | 2006  | 2011  | 2016  |
| ----- | ----- | ----- | ----- | ----- | ----- | ----- | ----- | ----- |
| 1 118 | 1 119 | 1 310 | 1 370 | 1 318 | 1 346 | 1 305 | 1 238 | 1 315 |

| 2021  | 2022  | - | - | - | - | - | - | - |
| ----- | ----- | - | - | - | - | - | - | - |
| 1 291 | 1 285 | - | - | - | - | - | - | - |

## Lieux et monuments
Le village dispose d'un Office de Tourisme installé à proximité de l’Hôtel de Ville.

### Enseignement

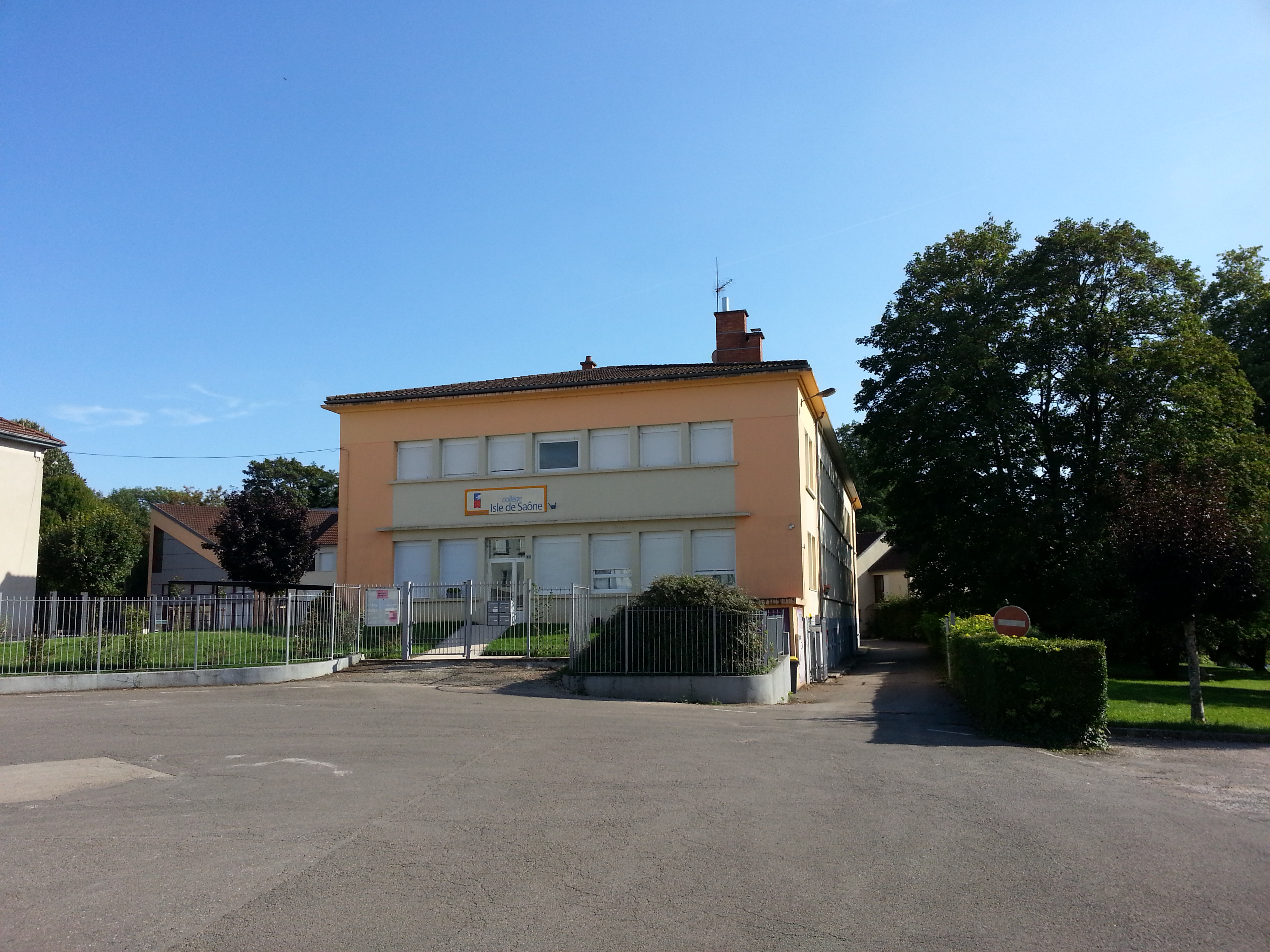
Entrée et bâtiment principal du collège Isle-de-Saône.

Le village dispose d'une école maternelle rue Saint Éloi ainsi que d'une école élémentaire pour laquelle a été construit un nouveau bâtiment. Le collège Isle-de-Saône, place du Château, accueille 316 élèves en 2011.

### Plaisance

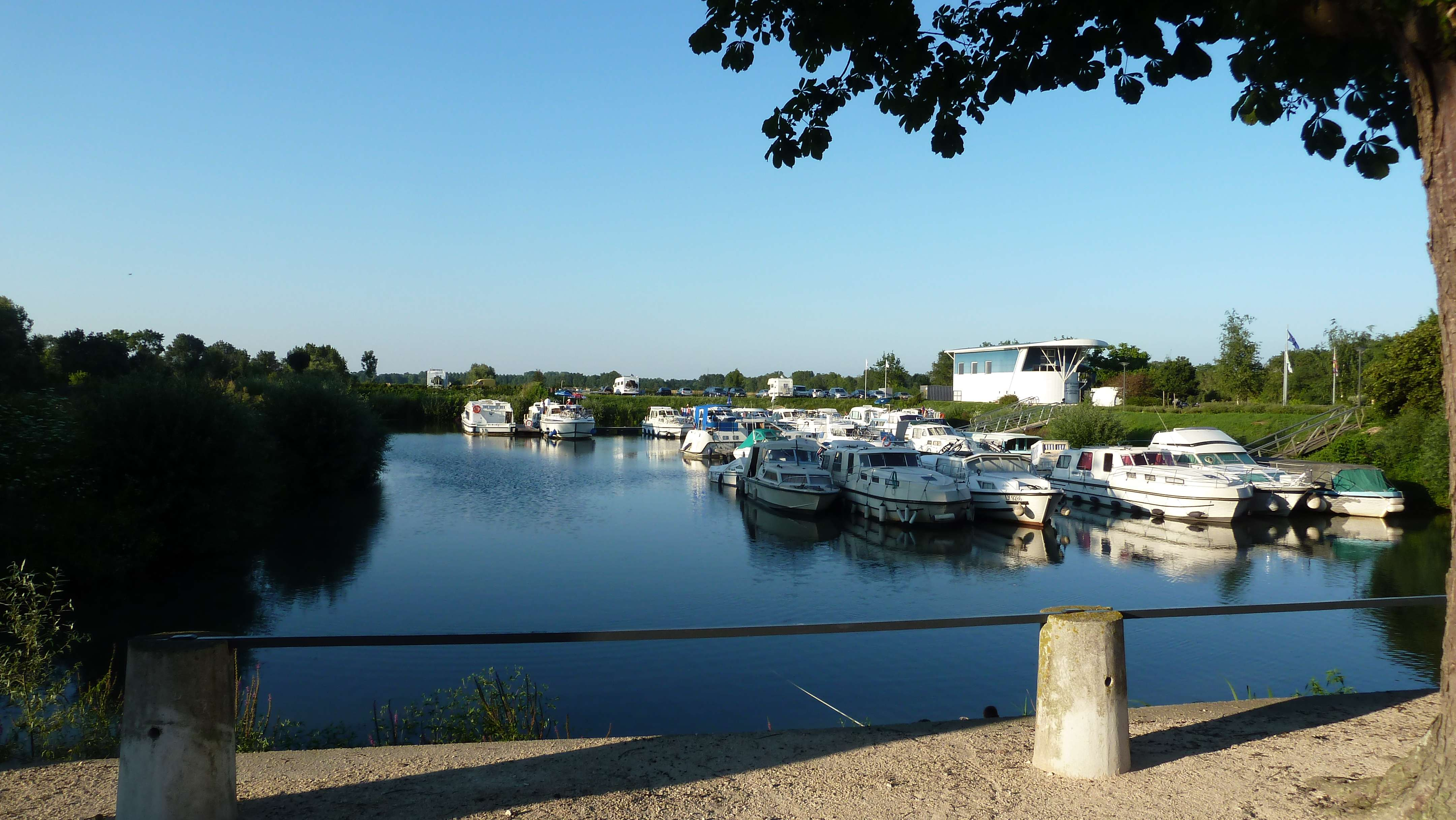
Vue sur le port de plaisance depuis la rue Saint Eloi.

Un port de plaisance a été creusé en 1994. Géré par la société privée de location de House Boats, Les Canalous, il est destiné à accueillir le tourisme fluvial de passage et dispose d'une capitainerie.

### Camping
Le village abrite un camping 3 étoiles nommé « La Chanoie » avec 2 chalets de location de 6 places sur pilotis, plusieurs points d'eau répartis dans tout le camping, des machines à laver et sèche linge, une rampe de mise à l'eau pour les bateaux, une borne de vidange camping-car à proximité, un point wifi gratuit, des aires jeux pour enfants, une zone de baignade surveillée en juillet et en août, un restaurant « La Guinguette » au bord de la plage, un terrain de pétanques et des aires de sports collectifs sont disponibles à tous.

### Culture et patrimoine
Le village abrite l'église Saint-Maurice datant du XVIIIe siècle.
Deux lavoirs du XIXe siècle à niveaux variables sur la Vieille Saône ont été restaurés.
La statue de la Sainte Vierge est située au sommet du Mont Ardoux. Le lieu offre une vue panoramique sur la plaine de la Saône et les monts du Jura.
Le village dispose d'un prieuré.

## Personnalités liées à la commune
- Guy II de Pontailler.
- Claude de Vaudrey (1443-1518) chevalier et chef militaire franc-comtois, seigneur de Pontailler-sur-Saône.
- François Léon Ormancey (1754-1824), général des armées de la République et de l'Empire, né dans la commune, et décédé à Villeroy (Seine-et-Marne).
- Louis Liébard (qui y est inhumé dans le caveau familial).

## Héraldique
| Blason de Pontailler-sur-Saône | Blason  | De gueules au lion d'or.                         |
| Blason de Pontailler-sur-Saône | Détails | Le statut officiel du blason reste à déterminer. |